# Kentucky Woman
«Kentucky Woman» — песня американского певца Нила Даймонда. Вышла как сингл в октябре 1967 года, достигла #22 в Billboard Hot 100 и #12 в рейтинге журнала Cashbox. В 1996 году он перезаписал эту песню для своего 23-го альбома Tennessee Moon.
Кавер-версии этой песни записывали и других исполнители, в частности, популярный американский певец Уэйлон Дженнингс (альбом Only the Greatest, 1968) и британская группа Deep Purple (альбом The Book of Taliesyn, 1968).

## Версия Deep Purple
Британская рок-группа Deep Purple записала свою версию этой композиции для своего второго альбома The Book of Taliesyn (1968). В исполнении Deep Purple песня имеет увеличенную длительность и совершенно иное инструментальное звучание.
Также группа использовала эту песню для своего второго сингла с инструментальной композицией "Wring That Neck" на второй стороне (на некоторых изданиях она указана как "Hard Road"; в австралийском издании на второй стороне была песня "Hush" с первого альбома группы). Ричи Блэкмор вспоминал: «Я думаю, что Kentucky Woman была предложением Джона Лорда — поставить её в такой ритм, который использовали бы Митч Райдер и Detroit Wheels. И это сработало — я думаю, что он поднялся довольно высоко в чартах в Америке, как наш второй сингл». В исполнении Deep Purple песня достигла #38 в Billboard Hot 100, однако вопреки ожиданиям музыкантов, не попала в британские хит-парады. Версия, изданная на сингле, вошла в расширенное издание альбома The Deep Purple Singles A's and B's (1993).
Песня в исполнении Deep Purple звучит в фильме «Однажды в Голливуде» (2019) режиссёра Квентина Тарантино, действие которого происходит в 1969 году.